# كريستي ديلون
كريستي ديلون (بالإنجليزية: Kirsty Dillon)‏ هي ممثلة بريطانية، ولدت في 1976 في بورتسموث في المملكة المتحدة.

## وصلات خارجية
- كريستي ديلون على موقع IMDb (الإنجليزية)
- كريستي ديلون على موقع روتن توميتوز (الإنجليزية)
- كريستي ديلون على موقع ألو سيني (الفرنسية)
- كريستي ديلون على موقع قاعدة بيانات الفيلم (الإنجليزية)